# 小浜鉄道部
小浜鉄道部（おばまてつどうぶ）とは、かつて福井県小浜市の小浜駅構内にあった西日本旅客鉄道（JR西日本）の鉄道部の一つである。

## 概要
ローカル線の活性化と効率的な鉄道運営ができるように1991年（平成3年）4月1日から鉄道部制度を導入し、小浜線（東舞鶴駅を除く）を小浜鉄道部が運営するように改められた。
金沢支社が管轄していたが、2010年（平成22年）6月1日に敦賀地域鉄道部に再編されたために廃止された。

## 所属車両の車体に記されていた略号
金沢支社の略号である「金」と、小浜の電報略号である「ハマ」から構成された「金ハマ」であった。

## 所属車両
気動車時代はワンマン運転用の車両が所属していたが、電化以後の所属車両は無い。
- キハ58系気動車・キハ28系
- キハ53形

## 歴史
- 1991年（平成3年）4月1日：鉄道部制度に伴い、第2次鉄道部として発足[1][2][4]。
- 2010年（平成22年）6月1日：小浜鉄道部が廃止[3]。